# Перелік ударів по житловій забудові під час російського вторгнення (березень 2023)
Удари по житловій забудові України під час російсько-української війни — воєнний злочин, скоєний російськими військовими під час повномасштабного військового вторгнення в Україну.
У переліку подано інформацію про удари по житловій та громадській забудові яка була опублікована у відкритих джерелах. Подано інформацію про атаки протягом березня 2023 року.

## Загальна інформація
Згідно моніторингової місії ООН з прав людини в Україні відомо про 183 загиблих цивільних українців протягом березня 2023 року.

### Руйнування населених пунктів прилеглих до лінії зіткнення
У населених пунктах які знаходяться біля лінії бойового зіткнення, постійно відбуваються обстріли житлової та іншої цивільної забудови (у тому числі медичних установ, навчальних закладів, комерційної забудови). Впродовж березня 2023 року, обстріли відбувалися вздовж прикордонних громад Чернігівщини, Сумщини, та Харківщини, а також громад Запорізької, Дніпропетровської, Херсонської та Миколаївської областей із використанням ракет, безпілотників, мінометів, артилерії, реактивних систем залпового вогню, вогнем бронетехніки та стрілецької зброї.
Вздовж державного кордону:
- У Чернігівській області — Корюківська, Новгород-Сіверська, Семенівська, Сновська громади.
- У Сумській області — Білопільська, Великописарівська, Глухівська, Краснопільська, Миропільська, Новослобідська, Путивльська, Хотінська, Юнаківська громади.
- У Харківській області — Вільхуватська, Вовчанська, Дворічанська, Дергачівська, Золочівська, Липецька громади

Між тимчасово окупованою територією:
- У Харківській області — Борівська, Дворічанська, Ізюмська, Кіндрашівська, Куп'янська, Курилівська, Оскільська, Петропавлівська громади
- У Луганській області — Красноріченська, Лисичанська громади
- У Донецькій області — Званівська, Сіверська громади
- У Запорізькій області —
- У Херсонській області —
- У Миколаївській області —

## Перелік
Червоним кольором позначені атаки у яких відомо про загибель людей.
| дата і місце                                      | дата і місце                      | тип зброї         | подробиці атаки, жертви (загиблі/поранені)                                               | подробиці атаки, жертви (загиблі/поранені) |
| ------------------------------------------------- | --------------------------------- | ----------------- | ---------------------------------------------------------------------------------------- | ------------------------------------------ |
| 01/03                                             | Донецька обл., Краматорськ        | Іскандер          | багатоквартирний будинок                                                                 | 4/8                                        |
| 01/03                                             | Харківська обл., Чугуїв           | С-300             | багатоквартирний будинок та навчальний заклад                                            | 0/2                                        |
| 01/03                                             | Полтавська обл., Кременчук        | Х-22              | критична та цивільна інфраструктура                                                      | —                                          |
| 02/03                                             | Запоріжжя                         | С-300             | влучання у багатоквартирний будинок                                                      | 13/17                                      |
| 02/03                                             | Донецька обл., Краматорськ        | С-300             | цивільна інфраструктура                                                                  | 0/6                                        |
| 05/03                                             | Донецька обл., Авдіївка           | Х-59              | цивільна інфраструктура                                                                  | —                                          |
| 05/03                                             | Донецька обл., Гришине            | С-300             | цивільна інфраструктура                                                                  | —                                          |
| 06/03                                             | Донецька обл., Краматорськ        | С-300             | цивільна інфраструктура                                                                  | —                                          |
| 06/03                                             | Донецька обл., Мемрик             | ракетний удар     | цивільна інфраструктура                                                                  | —                                          |
| Масований ракетний обстріл України 9 березня 2023 |                                   |                   |                                                                                          |                                            |
| 09/03                                             | Львівська обл., Велика Вільшаниця | ракетний удар     | житлові будинки                                                                          | 5/0                                        |
| 09/03                                             | Київ                              | ракетний удар     | критична та цивільна інфраструктура                                                      | 0/3                                        |
| 09/03                                             | Харків                            | ракетний удар     | потрапляння в об'єкти критичної інфраструктури                                           | 0/2+                                       |
|                                                   |                                   |                   |                                                                                          |                                            |
| 09/03                                             | Херсон                            | артобстріл        | російська армія зранку двічі обстріляла Корабельну площу                                 | 3/4                                        |
| 10/03                                             | Херсон                            | артобстріл        | російські військові обстріляли з артилерії Таврійський мікрорайон Херсона                | 1/0                                        |
| 10/03                                             | Донецька обл., Костянтинівка      | С-300             | цивільна інфраструктура                                                                  | 0/8                                        |
| 11/03                                             | Херсон                            | артобстріл        | артобстріл житлових кварталів Херсону                                                    | 3/2                                        |
| 11/03                                             | Донецька обл., Очеретине          | ракетний удар     | цивільна інфраструктура                                                                  | —                                          |
| 13/03                                             | Донецька обл., Авдіївка           | ракетний удар     | цивільна інфраструктура, жертви 1/2                                                      | 1/2                                        |
| 13/03                                             | Донецька обл., Лиман              | С-300             | цивільна інфраструктура                                                                  | —                                          |
| 13/03                                             | Донецька обл., Словʼянськ         | С-300             | цивільна інфраструктура                                                                  | —                                          |
| 14/03                                             | Донецька обл., Краматорськ        | ракетний удар     | цивільна інфраструктура, жертви 1/3                                                      | 1/3                                        |
| 15/03                                             | Харків                            | С-300             | цивільна інфраструктура                                                                  | —                                          |
| 16/03                                             | Донецька обл., Авдіївка           | артобстріл        | цивільна інфраструктура                                                                  | —                                          |
| 17/03                                             | Харківська обл., Великий Бурлук   | С-300             | цивільна інфраструктура                                                                  | —                                          |
| 17/03                                             | Донецька обл., Авдіївка           | Х-59              | багатоквартирний будинок                                                                 | —                                          |
| 18/03                                             | Донецька обл., Краматорськ        | ракетний удар     | цивільна інфраструктура                                                                  | 2/9                                        |
| 18/03                                             | Запоріжжя                         | С-300             | промислова та цивільна інфраструктура                                                    | —                                          |
| 21/03                                             | Одеса                             | Х-59              | цивільна інфраструктура                                                                  | 0/3                                        |
| 22/03                                             | Київська обл., Ржищів             | Shahed 136        | влучання у гуртожитки                                                                    | 9/7                                        |
| 22/03                                             | Запоріжжя                         | РСЗВ              | два багатоквартирні будинки                                                              | 2/34                                       |
| 24/03                                             | Донецька обл., Костянтинівка      | С-300             | влучання у «пункт незламності»                                                           | 5/2                                        |
| 24/03                                             | Сумська обл., Білопілля           | авіаудар, БпЛА    | влучання у школу                                                                         | 2/9                                        |
| 24/03                                             | Херсонська обл., Білозерка        | артобстріл        | артобстріл житлових кварталів                                                            | 1/4                                        |
| 25/03                                             | Херсон                            | артобстріл        | артобстріл житлових кварталів                                                            | 0/2                                        |
| 25/03                                             | Донецька обл., Краматорськ        | С-300             | пошкодження 8 багатоквартирних будинків, 6 торгових точок, школи та готелю               | —                                          |
| 26/03                                             | Донецька обл., Авдіївка           | ракетний удар     | влучання у дві багатоповерхівки                                                          | —                                          |
| 27/03                                             | Донецька обл., Словʼянськ         | С-300             | влучання у адміністративні та офісні будівлі, 5 багатоповерхівок та 7 приватних будинків | 2/29                                       |
| 27/03                                             | Донецька обл., Дружківка          | С-300             | влучання у дитячий будинок                                                               | —                                          |
| 27/03                                             | Донецька обл., Костянтинівка      | С-300             | влучання у 2 приватні оселі та автотранспорт                                             | 0/2+                                       |
| 27/03                                             | Сумська обл.                      | артобстріл        | житлові будинки, цивільна інфраструктура                                                 | 0/1                                        |
| 28/03                                             | Харківська обл., Богодухів        | С-300             | пошкодження 13 будинків та дитячого садка                                                | 0/1                                        |
| 30/03                                             | Херсонська обл., Львове           | авіабомбовий удар | пошкодження 10 приватних будинків                                                        | —                                          |
| 30/03                                             | Донецька обл., Дружківка          | С-300             | влучання у багатоквартирний будинок і залізничне полотно                                 | —                                          |
| 31/03                                             | Донецька обл., Авдіївка           | артобстріл        | влучання у приватний будинок                                                             | 2/2                                        |
| 31/03                                             | Донецька обл., Краматорськ        | С-300             | пошкодження 25 приватних будинків                                                        | —                                          |
| 31/03                                             | Харків                            | С-300             | пошкоджено приватний будинок та два цивільних авто                                       | —                                          |
| 31/03                                             | Запоріжжя                         | РСЗВ              | руйнування і пошкодження приватних будинків                                              | —                                          |
| 31/03                                             | Запорізька обл., Розумівка        | артобстріл        | влучання у дитсадок                                                                      | —                                          |
| 31/03                                             | Сумська обл.                      | артобстріл        | влучання по населених пунктах                                                            | 0/1                                        |